# Chāhan

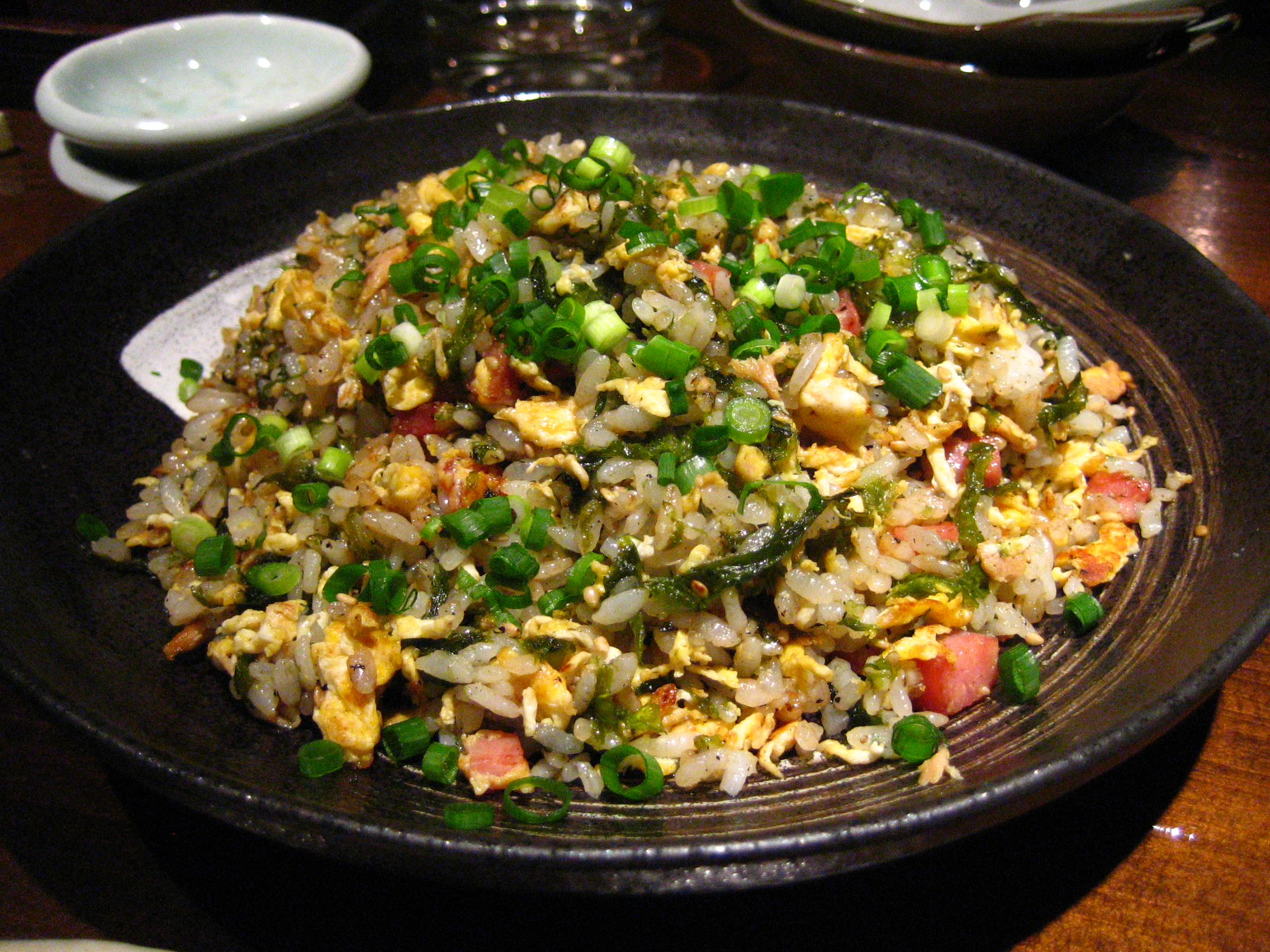
Um prato de chahan servido em um restaurante em Naha, Okinawa, Japão.

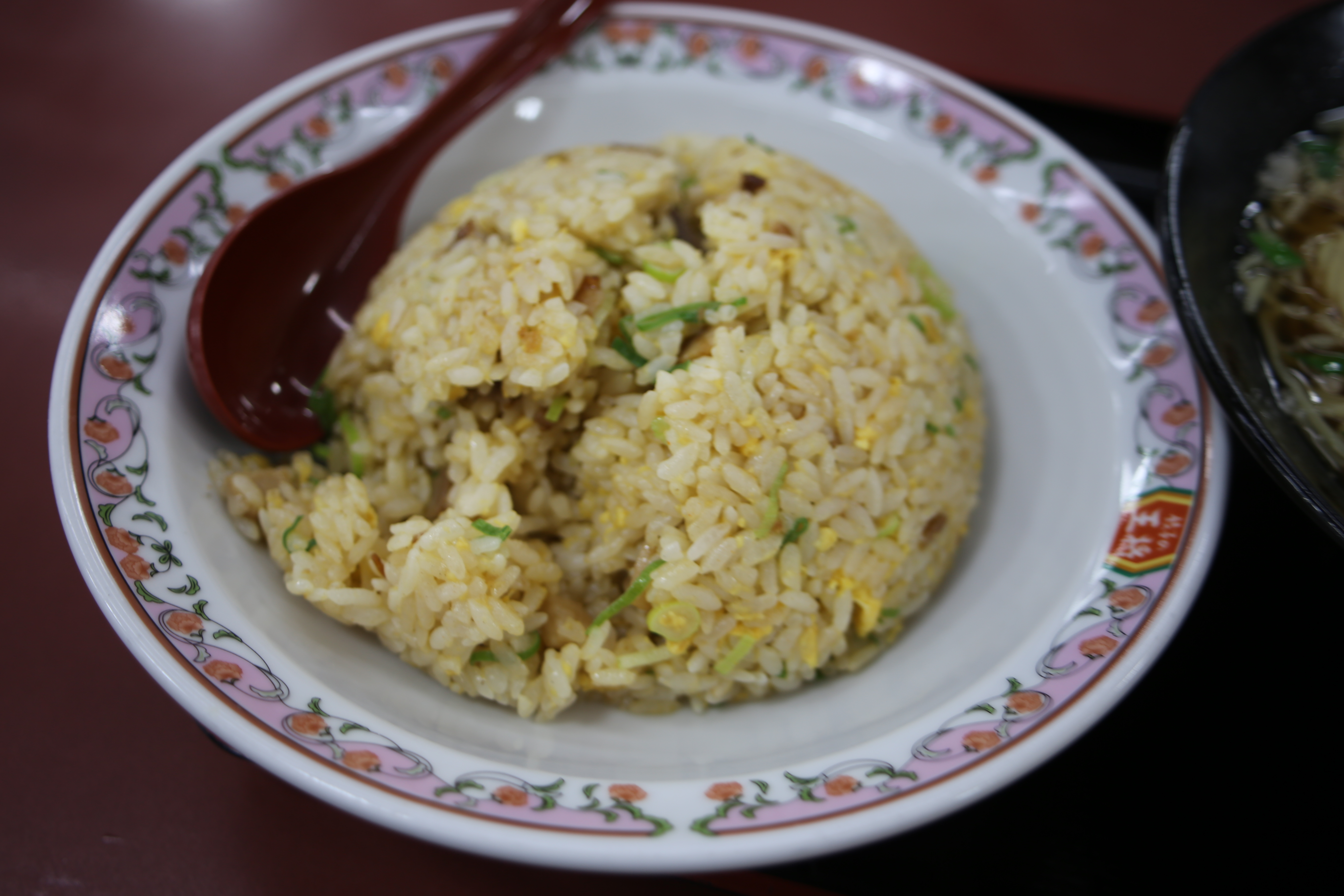

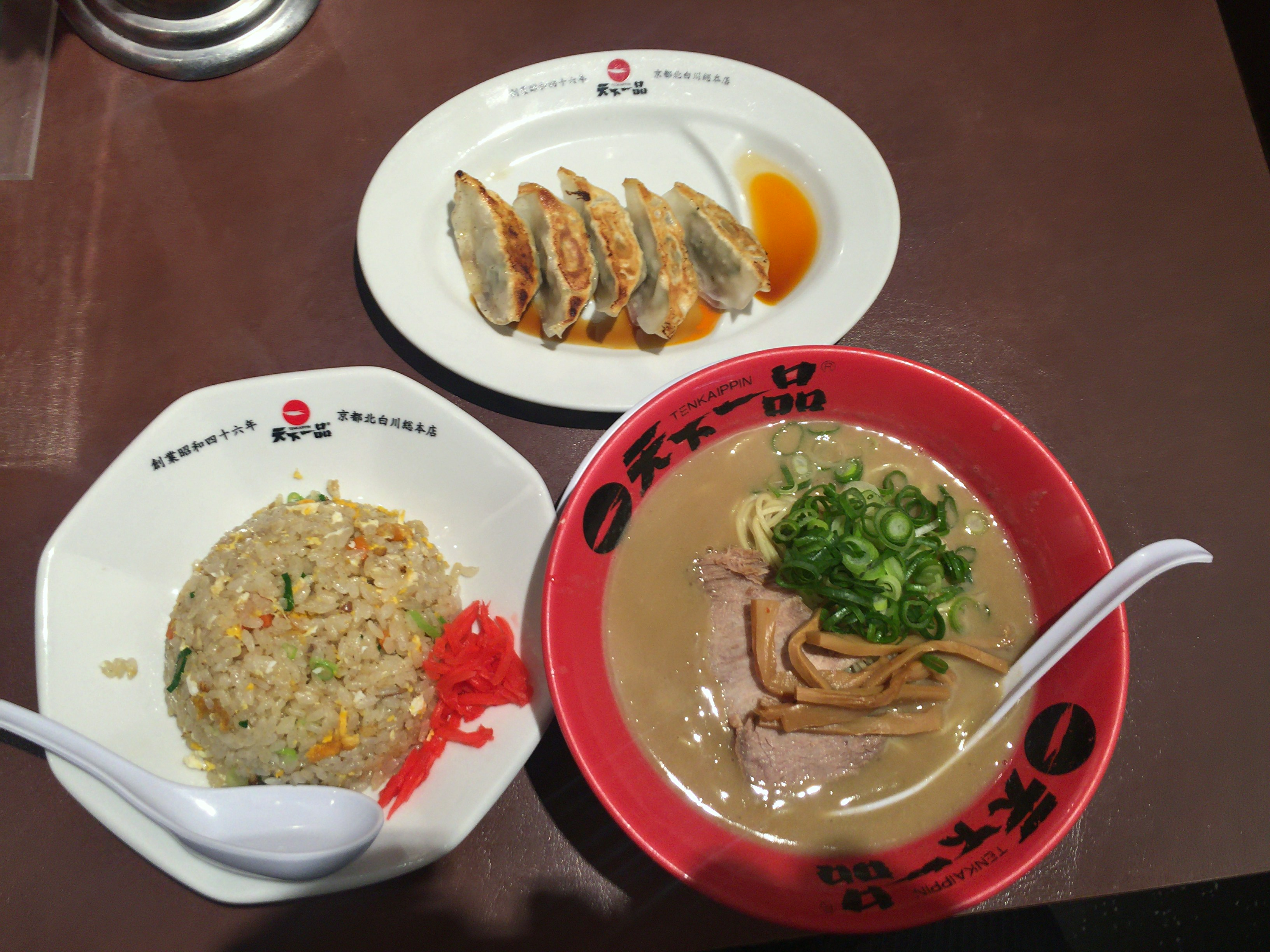
Ramen e chahan

Chahan (チャーハン, Chāhan) é um prato de arroz frito japonês preparado com arroz como ingrediente principal e com outros ingredientes e temperos. O prato é normalmente frito e pode ser cozinhado em um wok. Supõe-se que o chahan tenha se originado na década de 1860, a partir de imigrantes chineses que chegaram no porto de Kobe. Chahan é um alimento básico em casas no Japão. Uma variação do prato é kimchi chahan, feito com kimchi. 

## História
Chahan pode ter se originado a partir de imigrantes chineses que chegaram no porto de Kobe, no Japão, em 1860. Em chinês, arroz frito é chamado de chǎofàn (炒飯); esses mesmos caracteres chineses têm uma leitura japonesa de Chāhan.

## Preparação
O chahan geralmente é frito em um wok. O arroz é utilizado como ingrediente primário, e muitos outros ingredientes adicionais podem ser utilizados, como vegetais, cebola, alho, fungos comestíveis como shiitake, tofu, carne de porco, frutos do mar como siri, roe, salmão, camarão e polvo, ovo mexido, carne moída e caldo de galinha, entre outros. Tipicamente o arroz utilizado é pré-cozido, e pode-se usar a sobra dele. Os óleos usados para fritar geralmente são óleo de canola, óleo de gergelim e o óleo de girassol.
O prato pode ser temperado com molho de soja, molho de ostra, óleo de gergelim, sal, pimenta e katsuobushi, um produto de atum desidratado em flocos. Shiso, uma erva aromática asiática, também pode ser usado para dar sabor ao chahan; e nori, um produto de algas comestíveis, pode ser usado para o enfeite do prato.
O uso de um wok quente para fritar e cozinhar chahan rapidamente evita que o arroz grude na frigideira, e usar arroz quente (pré-cozido) também impede que a panela grude. O uso de arroz cozido e seco, que pode ser feito pelo processo de refrigeração, também é positivo para o processo de cozimento.

## Variações
Kimchi chahan é preparado com kimchi como principal ingrediente, e pode ser servido como um prato de sabor suave ou picante.